# 1,3-Дибром-5,5-диметилгидантоин
1,3-Дибром-5,5-диметилгидантоин (DBDMH) — органическое соединение, производное гетероциклического соединения диметилгидантоина. Это белое кристаллическое вещество с лёгким запахом брома, которое широко используется как дезинфицирующий агент для очистки воды, как отбеливатель в целлюлозно-бумажной промышленности.

## Механизм действия
DBDMH является источником бромноватистой кислоты.
Br2X + 2 H2O → 2 HOBr + H2X (H2X — 5,5-диметилгидантоин)
Бромноватистая кислота выступает источником «Br+» — сильного дезинфицирующего агента, восстанавливающегося до бромид-иона. Образующиеся бромид-ионы могут окисляться обратно в бромноватистую кислоту в присутствии окислителя достаточной силы, такого как озон, хлорноватистая кислота, персульфат калия. Процесс повторного окисления обычно называют «активацией» бромид-иона:
Br− + HOCl → HOBr + Cl−